# Denuder
Ein Denuder ist ein Messgerät, das zur Messung von Gaskomponenten in staubhaltiger Luft verwendet wird. Das Messprinzip beruht darauf, dass Bestandteile von Gas- und Partikelphase unterschiedliche Diffusionsgeschwindigkeiten aufweisen.

## Funktion und Einsatz

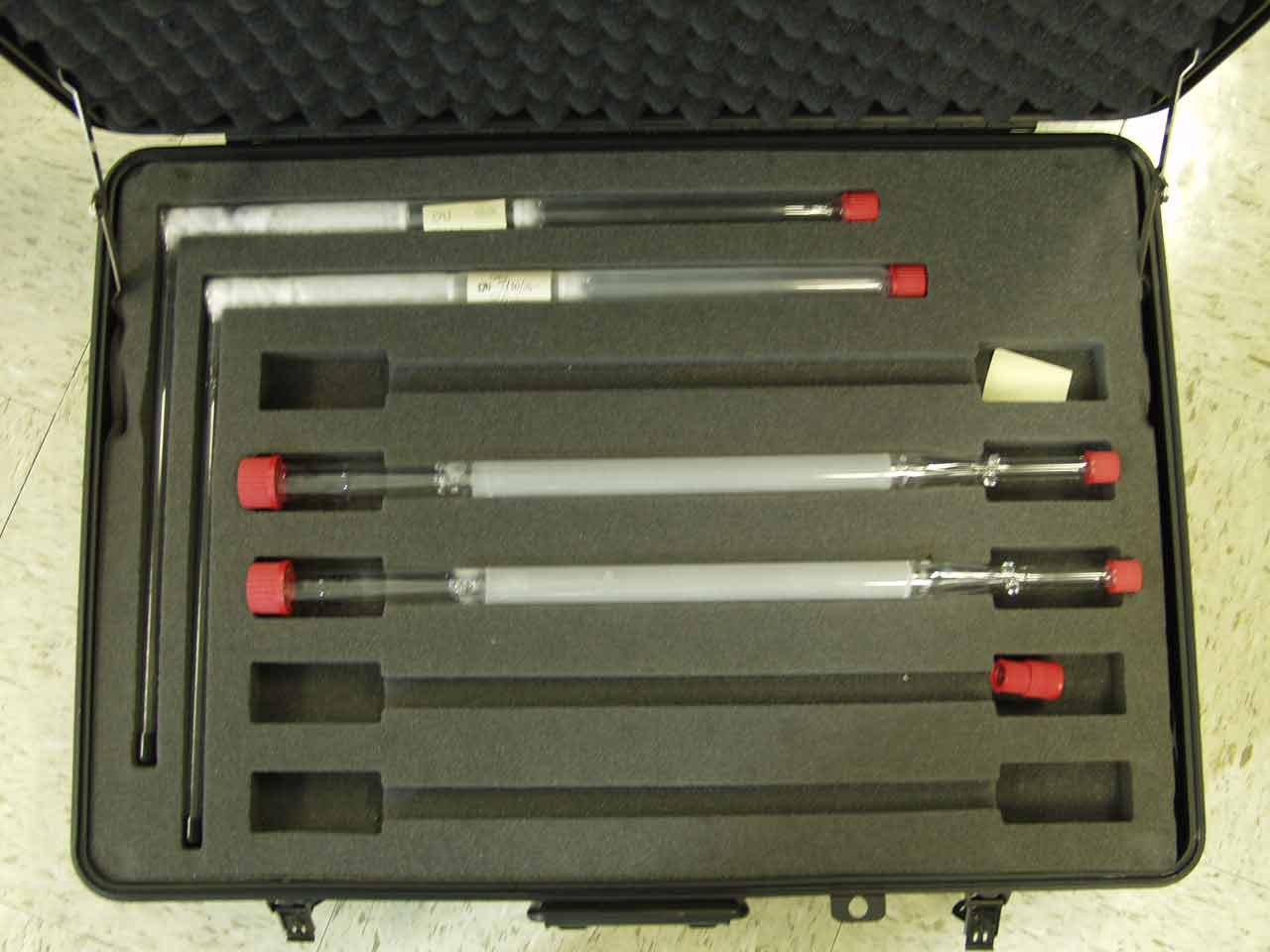
Verschiedene Denuder für atmosphärische Untersuchungen der NOAA.

Die zu untersuchende Probenluft wird laminar durch ein Glasrohr oder einen Ringspalt gesaugt, die mit einer sorbierenden Substanz beschichtet sind. Die einzelnen Bestandteile der Probenluft weisen neben der Strömungsbewegung noch eine Diffusionsbewegung auf und diffundieren auch quer zur Strömungsrichtung. Da die Diffusionsgeschwindigkeit von Partikeln um Größenordnungen geringer ist als die von Gasen, treffen überwiegend letztere an der Rohrwandung auf und werden dort abgeschieden. Glasrohr bzw. Ringspalt nachgeschaltet ist ein Filter zur Abscheidung der Partikelphase. Nach Beendigung der Probenahme können sowohl die sorbierte als auch die filtrierte Phase analysiert werden.
Denuder gibt es in verschiedenen Ausführungen wie beispielsweise als Ringspalt- oder Nassdenuder. Sie können auch mehrstufig ausgeführt werden.
Die Messungen mit Denudern sind zeitlich integrierend. Übliche Messdauern liegen zwischen einer Stunde und dreißig Tagen. Denuder arbeiten hinreichend genau, dass mit ihnen Aussagen bezüglich Richt- und Grenzwerten getroffen werden können.
Denuder werden insbesondere bei der Erfassung von Ammoniak in der Außenluft eingesetzt. Sie können auch bei Arbeitsplatzmessungen für spezifische chemische Arbeitsstoffe eingesetzt werden. Neben den messtechnischen Anwendungen können Denuder als Vorabscheider zum Ausschluss von Querempfindlichkeiten verwendet werden: Beispielsweise als sogenannter Honeycomb-Denuder zur Ozonabscheidung.